# جاي د. سميث
جاي د. سميث (بالإنجليزية: J. D. Smith)‏ هو لاعب كرة قدم أمريكية أمريكي، ولد في 19 يوليو 1932 في غرينفيل في الولايات المتحدة، وتوفي في 1 أبريل 2015 في أوكلاند في الولايات المتحدة.

## وصلات خارجية
- جاي د. سميث على موقع مرجع كرة القدم المحترفة.كوم (الإنجليزية)